# 275ª Squadriglia
La 275ª Squadriglia fu un reparto attivo nel Corpo Aeronautico del Regio Esercito (Prima guerra mondiale).

## Storia
Nel novembre 1917 nasce l'11ª Sezione Idrovolanti FBA Type H di Ponza al comando del Tenente Roberto Luigioni che dispone di altri 2 piloti.
Il 30 gennaio 1918 il comando passa al Ten. Dante Mezzadri che dispone di 5 FBA ed in primavera nasce la 275ª Squadriglia.
In estate arriva un altro pilota ed in settembre altri 2.
Durante il conflitto svolge 145 esplorazioni fatte nel 1918.
Nel marzo 1919 il comandante era il Sottotenente Emilio Taroni quando viene sciolta passando i suoi velivoli alla 276ª Squadriglia del Porto di Napoli.